# Maria Saal
Maria Saal (słoweń. Gospa Sveta) – gmina targowa w Austrii, w kraju związkowym Karyntia, w powiecie Klagenfurt-Land. Liczy 3842 mieszkańców (1 stycznia 2015).

## Zabytki
- XV-wieczny kościół pielgrzymkowy pw.  Wniebowzięcia Najświętszej Maryi Panny[2].